# Казловшчина
Казловшчина (блр. Казлоўшчына; рус. Козловщина) насељено је место са административним статусом варошице (городской посёлок) у западном делу Републике Белорусије. Административно припада Дзјатлавском рејону Гродњенске области и административни је центар истоимене руралне општине.
Према подацима пописа становништва из 2009. у вароши је живело 1.900 становника.

## Географија
Варошица лежи на деоници магистралног друма који повезује Слоним са Дзјатлавом, на око 20 km јужно од Дзјатлаве (административног центра Дзјатлавског рејона).

## Историја
Помиње се током 18. века као насељено место у оквирима Слонимског повјата Велике Кнежевине Литваније. У саставу Руске Империје је од 1795. године. У периоду између 1921. до 1939. била је саставним делом Пољске, након чега улази у границе тадашње Белоруске ССР. Центром рејона постаје 1940, а административни статус варошице има од 1948. године.
Јевреји који су чинили значајан део популације (по подацима из 1921. било их је 328, а постојала је и синагога) готово сви су побијени у гетоу који су основали фашистички немачки окупатори 24. и 25. новембра 1941. године.

## Демографија
Према резултатима пописа из 2009. у вароши је живело 1.900 становника.